# Leichtathletik-Weltmeisterschaften 2011/Teilnehmer (Bosnien und Herzegowina)
| Gelbes Symbol für Goldmedaillen mit stilisierten Olympischen Ringen | Graues Symbol für Silbermedaillen mit stilisierten Olympischen Ringen | Braundes Symbol für Bronzemedaillen mit stilisierten Olympischen Ringen |
| ------------------------------------------------------------------- | --------------------------------------------------------------------- | ----------------------------------------------------------------------- |
| —                                                                   | —                                                                     | —                                                                       |

Der Leichtathletik-Verband Bosnien und Herzegowinas stellte bei den Leichtathletik-Weltmeisterschaften 2011 im koreanischen Daegu zwei Teilnehmer.

## Ergebnisse

### Männer

#### Sprung/Wurf
| Athlet     | Disziplin   | Qualifikation | Qualifikation | Finale        | Finale        |
| Athlet     | Disziplin   | Weite/Höhe    | Platz         | Weite/Höhe    | Platz         |
| ---------- | ----------- | ------------- | ------------- | ------------- | ------------- |
| Hamza Alić | Kugelstoßen | 19,70 m       | 17            | ausgeschieden | ausgeschieden |

### Frauen

#### Laufdisziplinen
| Athletin     | Disziplin | Vorlauf | Vorlauf | Halbfinale | Halbfinale | Finale | Finale |
| Athletin     | Disziplin | Zeit    | Platz   | Zeit       | Platz      | Zeit   | Platz  |
| ------------ | --------- | ------- | ------- | ---------- | ---------- | ------ | ------ |
| Lucia Kimani | Marathon  |         |         |            |            | DNF    | DNF    |